# Selkäsaari (ö i Kajanaland, Kehys-Kainuu, lat 64,78, long 29,25)
Selkäsaari är en ö i Finland. Den ligger i sjön Vuokkijärvi och i kommunen Suomussalmi i den ekonomiska regionen  Kehys-Kainuu  och landskapet Kajanaland, i den centrala delen av landet, 600 km norr om huvudstaden Helsingfors. Öns area är 56,7 hektar och dess största längd är 1,8 kilometer i öst-västlig riktning.